# Жан-Батист Клебер
Жан-Батѝст Клебѐр (на френски: Jean-Baptiste Kléber) е френски офицер, дивизионен генерал.
Роден е на 9 март 1753 година в Страсбург, баща му умира рано и е отгледан от местен строителен предприемач. След кратка военна служба и обучение по архитектура, отива във военно училище в Мюнхен и служи в австрийската армия във Войната за баварското наследство, а след това в Австрийска Нидерландия. През 1783 година се връща във Франция и се занимава със строителство, достигайки поста официален архитект на град Белфор. През 1792 година се включва във Френската революционна армия, водеща Революционните войни, проявява се при обсадата на Майнц и през следващите години бързо израства във военната йерархия, като стига до главнокомандващ Египетската кампания след връщането на Наполеон във Франция през 1799 година.
Жан-Батист Клебер е убит от кюрдски студент в Кайро на 14 юни 1800 година.